# محک
مؤسسه‌ی خیریه‌ی حمایت از کودکان مبتلا به سرطان (مَحَک)  در سال ۱۳۷۰ با هدف اصلی حمایت از کودکان مبتلا به سرطان و خانواده‌های آن‌ها در تهران توسط سعیده قدس تأسیس شد. «محک» به‌عنوان یک سازمان غیردولتی، غیرانتفاعی و غیرسیاسی تا به امروز، بیش از سه دهه است که فعالیت‌های خود را در حوزه درمان و حمایت از کودکان مبتلا به سرطان ادامه داده است. این مؤسسه تمام کودکان زیر 18 سال را که به علت ابتلا به سرطان در بیمارستان‌های دولتی و دانشگاهی سراسر کشور بستری هستند، تحت حمایت خود قرار می‌دهد. 
این مؤسسه، تنها با جلب مشارکت‌های مردمی .

## دوره‌های فعالیت
فعالیت‌های محک در شش دوره‌ی متفاوت تقسیم‌بندی شده است که به شرح زیر است:

### دوره اول: تأسیس، استقرار و راه‌اندازی ۱۳۷۰-۱۳۷۵
هسته‌ی اولیه‌ی بنیانگذاران محک بر این باور بودند که این مؤسسه نمی‌تواند تنها با اتکاء به شخص یا گروه محدودی از یاوران، مسیر حمایت از کودکان مبتلا به سرطان را طی کند. بنابراین محک در سال ۱۳۷۰ با شماره ۶۵۶۷ به ثبت رسید تا از کمک‌های خیرخواهانه‌ی مردم سراسر ایران برای حمایت از کودکان مبتلا به سرطان کشورمان بهره گیرد. در این دوره، مددکاران محک در 7 بیمارستان تهران (شهدای تجریش، کودکان مفید، حضرت علی‌اصغر(ع)، مرکز طبی کودکان، امام‌خمینی(ره)، انیستیتو کانسر و کودکان بهرامی) مستقر شدند.

### دوره دوم: آغاز توسعه فیزیکی ۱۳۷۶-۱۳۸۰
در این دوره، محک با خرید زمینی به مساحت 4400 مترمربع از شهرداری در منطقه دارآباد تهران، به گسترش فیزیکی فضای خود فکر می‌کند. در ابتدا، قرار بود در این زمین اقامتگاهی برای خانواده‌هایی که از سراسر ایران، برای درمان فرزندانشان به تهران می‌آیند، احداث شود. اما همزمان با آغاز طرحِ عمرانیِ این ساختمان، به واسطه‌ی آشنایی محک با نیکوکاری که قصد احداث یک مرکز درمانی برای سرطان را داشت، این فضا از اقامتگاهی سه طبقه به بیمارستانی شش طبقه و ظرفیت 100 تختخواب تغییر می‌کند. نیت خیر این نیکوکار، ریشه در ابتلای همسر ایشان به سرطان داشت و در نهایت، به افتتاح بیمارستان محک در سال 1380 منتهی شد.

### دوره سوم: آغازتفکر استراتژیکدر سازمان ۱۳۸۱-۱۳۸۵
در این دوره، تفکر سازمان از رویکرد سنتی به رویکرد سیستمی تغییر می‌کند. در رویکرد سنتی، سازمان‌های خیریه متناسب با منابع دریافتی به پاسخگوییِ نیازهای جامعه‌ هدفشان می‌پردازند. اما در رویکرد سیستمی، مسیر معکوس بوده و با شناسایی نیازهای جامعه هدف، منابع لازم برای این نیازها شناسایی و اقدامات اجرایی برای دستیابی به آن‌ها برنامه‌ریزی می‌شود. در این دوره، برنامه‌ریزی برای بهره‌برداری مناسب از بیمارستان نیز از مهم‌ترین اقدامات محک به شمار می‌رود.

### دوره چهارم: طراحی و پیاده سازی سیستم‌های سازمان ۱۳۸۶-۱۳۹۰
در این دوره، برنامه‌های تهیه و تدوین شده در دوره‌ی قبلی، در محک پیاده‌سازی شد. همچنین با دریافت پروانه‌ بهره‌برداری بیمارستان محک در فروردین 1386، فرآیند تکمیل تمامی بخش‌های این بیمارستان مانند درمانگاه، بستری و پاراکلینیک در پایان همین دوره با ظرفیت کامل به بهره‌برداری رسید. همچنین در این دوره، محک به ترویج مفهوم مسئولیت اجتماعی میان بنگاه‌های اقتصادی و سازمان‌های غیردولتی پرداخت که به برگزاری همایش‌هایی در این باره منتهی شد.
در این دوره، محک موفق به کسب گواهینامه‌ی NGO Benchmarking شرکت بازرسی بین‌المللی SGS و دریافت تندیس نقره‌ای کیفیت از مؤسسه بین‌المللی استاندارد GIC شد.

### دوره‌ پنجم: توسعه‌ی کیفی و بهبود مستمر ۱۳۹۰-۱۳۹۵
در این دوره، داده‌های علمی حاصل از پنج سال درمان کودکان مبتلا به سرطان استخراج شد و مبنای پژوهش‌های تحقیقاتی در حوزه‌ی سرطان کودکان قرار گرفت. با افتتاح بخش پیوند سلول‌های بنیادی، محک موفق به ارائه‌ی تمامی روش‌های درمانی سرطان شد. پس از ضایعه درگذشت پروفسور پروانه وثوق، کنگره‌ی دوسالانه‌ی انکولوژی کودکان نیز برای یادبودِ ایشان توسط محک برگزار شد. 

### دوره ششم: یکپارچگی خدمات درمانی و حمایتی و توسعه‌ی دیجیتالی
در این دوره، محک بر يکسان‌سازي خدمات حمايتی در سراسر کشور، اجراي درمان چندتخصصي، راه‌اندازي کلينيک عوارض ديررس درمان و پيوستن به پروژه‌های تحقيقاتی بين المللی تمرکز و تلاش کرد. با حرکت در اين مسير، محک کيفيت زندگي کودکان مبتلا به سرطان را در مسير درمان افزايش داد.

## لوگو

لوگوی محک طرح برگ است که نماد حیات و زندگی است و برروی آن کودک و خانواده‌اش امیدوارانه ایستاده‌اند.

## بخش‌های بیمارستان محک
بیمارستان محک یک مرکز فوق تخصصی برای درمان و پژوهش علمی در زمینه‌ی سرطان کودکان در منطقه‌ی خاورمیانه است که حاصل مشارکت بزرگ مردمی در ایران است. بخش‌های انکولوژی، کلینیک‌های تشخیصی، دندانپزشکی، روانشناسی، قلب، مددکاری اجتماعی، کودکان، پیوند سلول‌های بنیادی خون‌ساز و همچنین بخش‌های پاراکلینیکی، همچون خدمات تشخیصی از جمله پت اسکن، سی‌تی‌اسکن، رادیولوژی، ام‌آرآی و همچنین آزمایشگاه‌های بیوشیمی، میکروبیولوژی و هماتولوژی و خدمات توانبخشی نظیر فیزیوتراپی، آب‌درمانی و … است. همچنین این مجموعه دارای فضاهای رفاهی و تفریحی همچون استخر، اتاق بازی کودکان، کتابخانه و سالن آمفی‌تأتر است. تجهیز بیمارستان محک به یاری حامیانی میسر شده است که هزینه‌ی ساخت و مجهزسازی بخش‌های مختلفی از آن را پرداخت کرده‌اند. خدمات این بیمارستان برای کودکان مبتلا به سرطان که تحت حمایت محک هستند، متناسب با درصد حمایتی آن‌ها رایگان است. همچنین بخش‌های اورژانس، تصویر برداری، MRI، سی‌تی اسکن، رادیولوژی، سونوگرافی، رادیوتراپی و آزمایشگاه‌های تخصصی محک در زمان‌هایی که فرزندان محک از آن‌ها استفاده نمی‌کنند، آماده پذیرش عموم بیماران (با قرارداد بیمه) است.

## شرایط پذیرش بیمار
مطابق تعاریف جهانی و وزارت بهداشت و درمان ایران، هر فرد زیر ۱۸ سال کودک محسوب می‌شود. به همین دلیل، هر کودک زیر ۱۸ سال که به دلیل ابتلا به یکی از انواع سرطان، در بیمارستان‌های دولتی یا دانشگاهی سراسر کشور بستری شود، پس از طی کردن مراحل تشخیصی و تشکیل پرونده، تحت حمایت محک قرار گرفته و می‌تواند از خدمات درمانی که در بیمارستان فوق تخصصی سرطان کودکان محک ارائه می‌شود استفاده کند یا از خدمات حمایتی محک در دیگر بیمارستان‌ها بهره‌مند شود. هر کودک مبتلا به سرطان پس از تشکیل پرونده می‌تواند تمام فرایند درمان و امور مربوط به آن را با حمایت محک به پایان برساند. برای آن‌که کودک و خانواده‌ی او بتوانند مراحل درمان را با سهولت و امید بیشتر طی نمایند، محک خدمات و سرویس‌های ویژه‌ای شامل موارد زیر را برای آنان در نظر گرفته‌است:
- بهره‌مندی از اساتید و پزشکان و پرستاران باتجربه
- بهره‌مندی از نیروهای موظف و داوطلب که در زمینه ارتباط با کودکان آموزش‌های ویژه‌ای دیده‌اند
- حضور روان‌شناسان و مددکاران مقیم در بخش‌ها برای ارائه‌ی مشاوره به کودکان و خانواده‌ی آن‌ها
- راه‌اندازی اتاق بازی در هر بخش با حضور روان‌شناس مقیم و مربیان داوطلب
- تشکیل کلاس‌های آموزشی برای والدین کودکان مبتلا به سرطان
- فراهم نمودن محیط آرام و شاد مناسب کودکان و تغذیه‌ی مناسب برای آن‌ها
- محک از ابتدای تاسیس خود، تا انتهای سال ۱۴۰۱ بیش از ۴۲۰۰۰ کودک مبتلا به سرطان را تحت حمایت خود داشته است. از این میزان، حدود ۱۶۰۰۰ هزار کودک بهبود یافته و حدود ۱۳۰۰۰ نفر در حال حاضر تحت درمان هستند.

## افتخارات
- حمایت از بیش از ۴۲۰۰۰ کودک مبتلا به سرطان در سراسر ایران
- دریافت مقام مشورتی از شورای اقتصادی، اجتماعی سازمان ملل متحد (ECOSOC)
- عضویت در سازمان‌های معتبر بین‌المللی مرتبط با سرطان کودکان
- اخذ استاندارد NGO Benchmarking از شرکت SGS به عنوان نخستین سازمان غیردولتی در منطقه‌ی خاورمیانه
- انجام پروژه‌های تحقیقاتی-کاربردی با همکاری معتبرترین مؤسسات تحقیقات داخلی و خارجی همچون مرکز تحقیقات سرطان دانشگاه تهران (انستیتو کانسر) و انستیتو گووستاو روسی از کشور فرانسه
- دریافت تندیس طلای کیفیت از دو نهاد بین المللی GIC انگلستان و TTA کانادا
- کسب نشان طلای انجمن بین‌المللی مدیریت پروژه توسط خانواده‌ی بزرگ محک
- کسب سومین سطح استاندارد دلتا از انجمن بین‌المللی مدیریت پروژه
- کسب رتبه اول در کمپین UICC در سال ۲۰۲۰